# Distrikt Chincheros
Der Distrikt Chincheros liegt in der Provinz Chincheros in der Region Apurímac in Zentral-Peru. Der Distrikt wurde am 21. Juni 1825 gegründet. Die Distrikt umfasst eine Fläche von 135 km². Beim Zensus 2017 wurden 5535 Einwohner gezählt. Im Jahr 1993 lag die Einwohnerzahl bei 4889, im Jahr 2007 bei 5706. Die Distriktverwaltung befindet sich in der auf einer Höhe von 2772 m gelegenen Provinzhauptstadt Chincheros mit 1841 Einwohnern (Stand 2017). Die Nationalstraße 3S von Ayacucho nach Andahuaylas führt durch den Distrikt und die Stadt.

## Geographische Lage
Der Distrikt Chincheros liegt im Andenhochland im zentralen Westen der Provinz Chincheros am rechten östlichen Flussufer des nach Norden strömenden Río Pampas.
Der Distrikt Chincheros grenzt im Westen an den Distrikt Concepción (Provinz Vilcas Huamán), im Norden an den Distrikt Huaccana, im Nordosten an den Distrikt Ongoy, im Osten an den Distrikt Anco Huallo sowie im Süden an den Distrikt Cocharcas.

## Geboren im Distrikt Chincheros
- Avelino Guillén (* 1954), peruanischer Jurist und Politiker